# Joel Kaapanda
Joel Natangwe Kaapanda (* 12. Juni 1945 in Ondukuta, Südwestafrika, heute Namibia) ist ein namibischer Politiker der SWAPO.

## Ausbildung
Anfang der 1970er Jahre arbeitete Joel Kaapanda als Lehrer an der Elondo Primary School in der Omusati-Region, bevor er von 1976 bis 1978 das Theologische Seminar Paulinum (United Lutheran Seminary) in Otjimbingwe besuchte. Kaapanda absolvierte von 1981 bis 1986 eine Berufsausbildung in Elektrotechnik in Hamburg. Er zog nach Australien, wo er 1992 seinen Bachelor und ein Jahr darauf seinen B.A. Honours in Politikwissenschaften der University of Adelaide abschloss. 1998 erwarb ein postgraduales Diplom in Human Resource Development der Indira Gandhi National Open University und im Anschluss einen Master in Politik der University of Delhi.

## Politischer Werdegang
1978 trat Kaapanda, im Exil lebend, dem bewaffneten Arm der SWAPO, der People’s Liberation Army of Namibia bei, die er 1981 verließ. In dieser Zeit war er für die politische Ausbildung zuständig. Zusätzlich übernahm er von 1980 bis 1981 die Stelle des PLAN-Verbindungsoffiziers in der Region Ondjiva (Angola).
Während seiner Berufsausbildung in Deutschland war er von 1981 bis 1986 Studentenführer der SWAPO in Hamburg. Von 1987 bis 1989 war er höchstrangiger SWAPO-Repräsentant in Australien.
Kaapanda ist seit 2002 Parlamentsabgeordneter. Von 2002 bis 2005 war er Minister für Wohnbau und Ländliche Entwicklung. Diesem folgten Ministerposten in den Ressorts Arbeit, Transport und Kommunikation (2005–2008) und Information und Kommunikationstechnologie (2008–2015).

## Auszeichnungen
- 2014: Most Brilliant Order of the Sun[2]